# Bryonia syriaca
Bryonia syriaca là một loài thực vật có hoa trong họ Cucurbitaceae. Loài này được Boiss. mô tả khoa học đầu tiên năm 1856.

## Hình ảnh

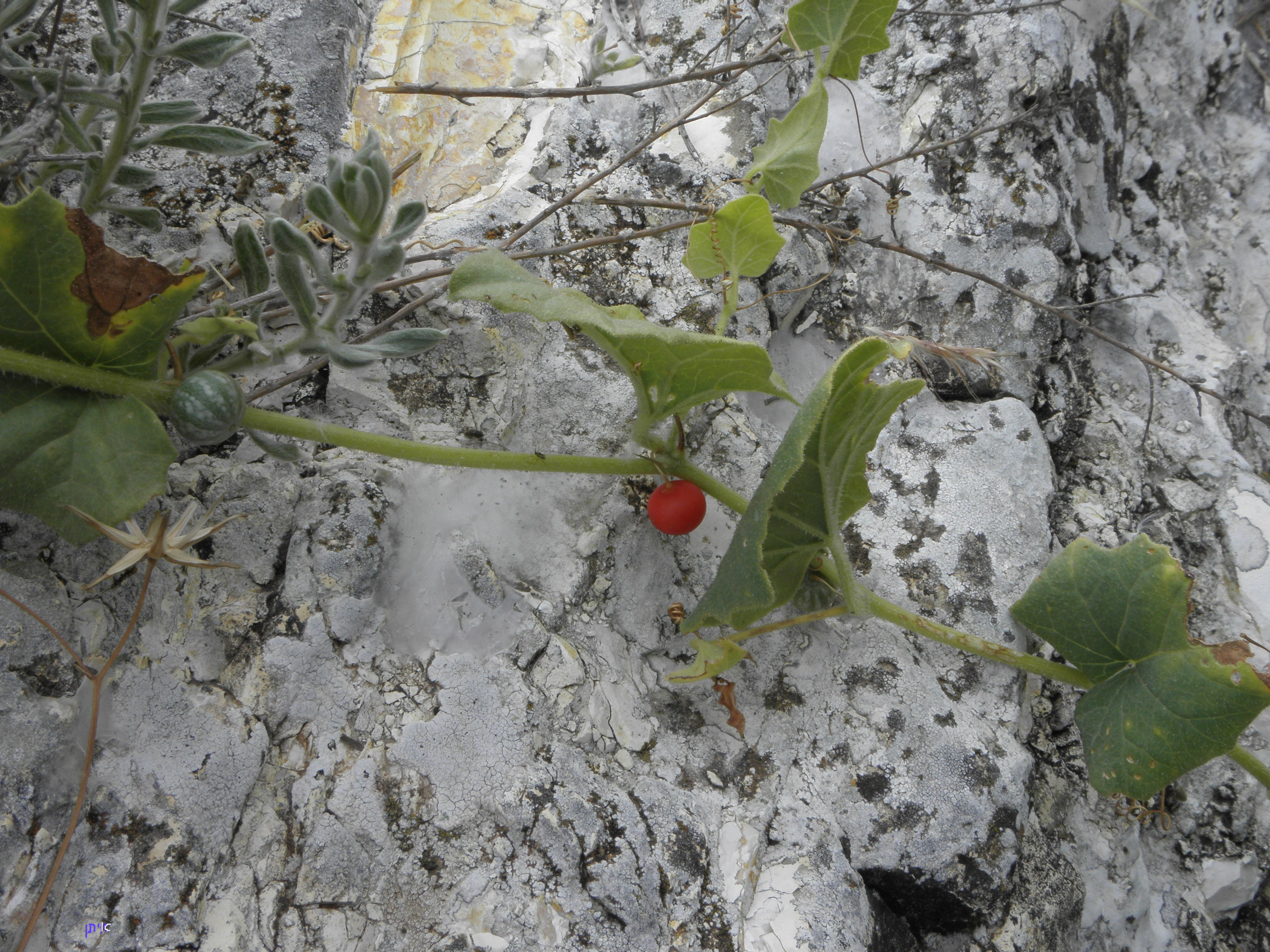
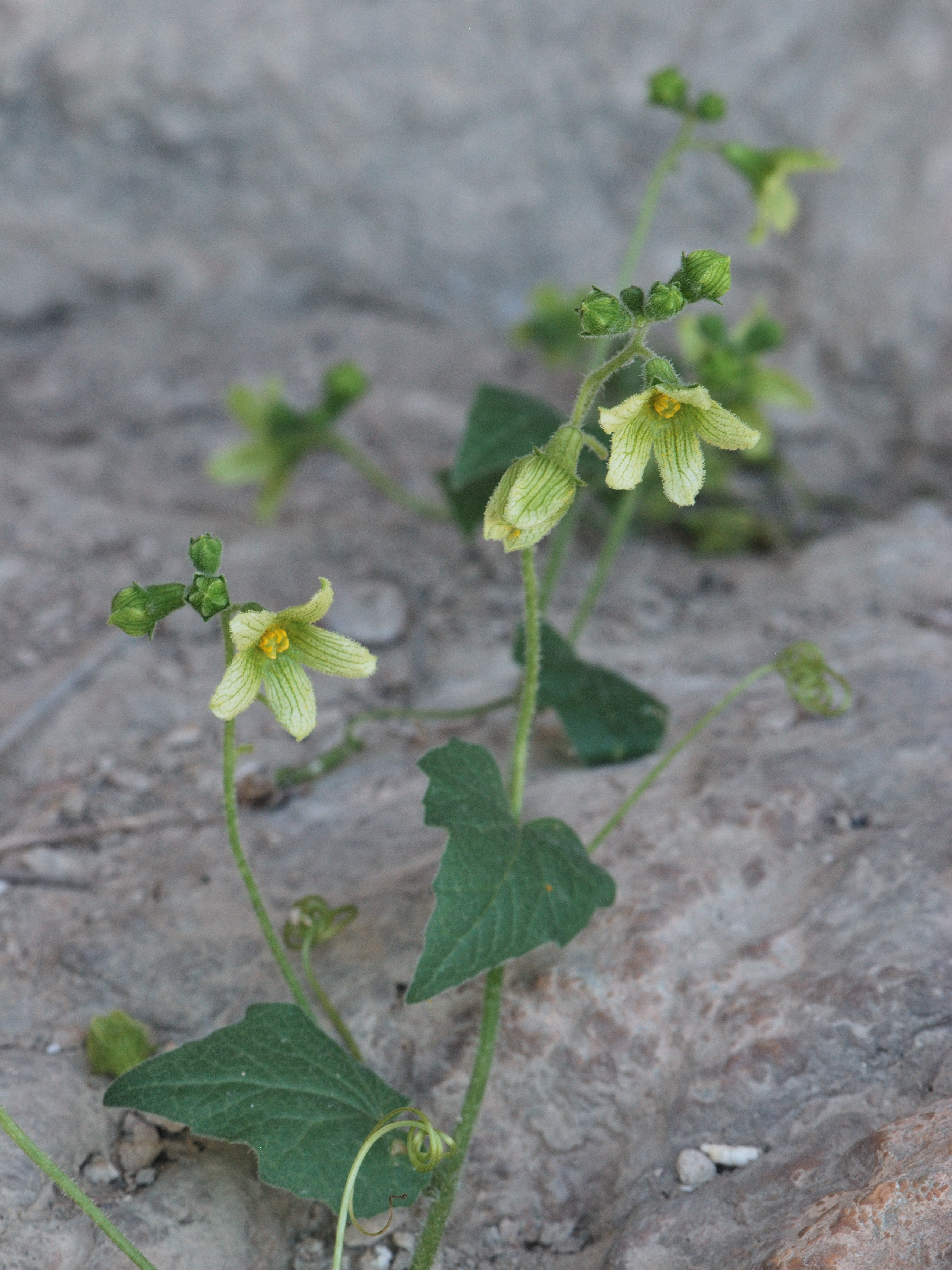
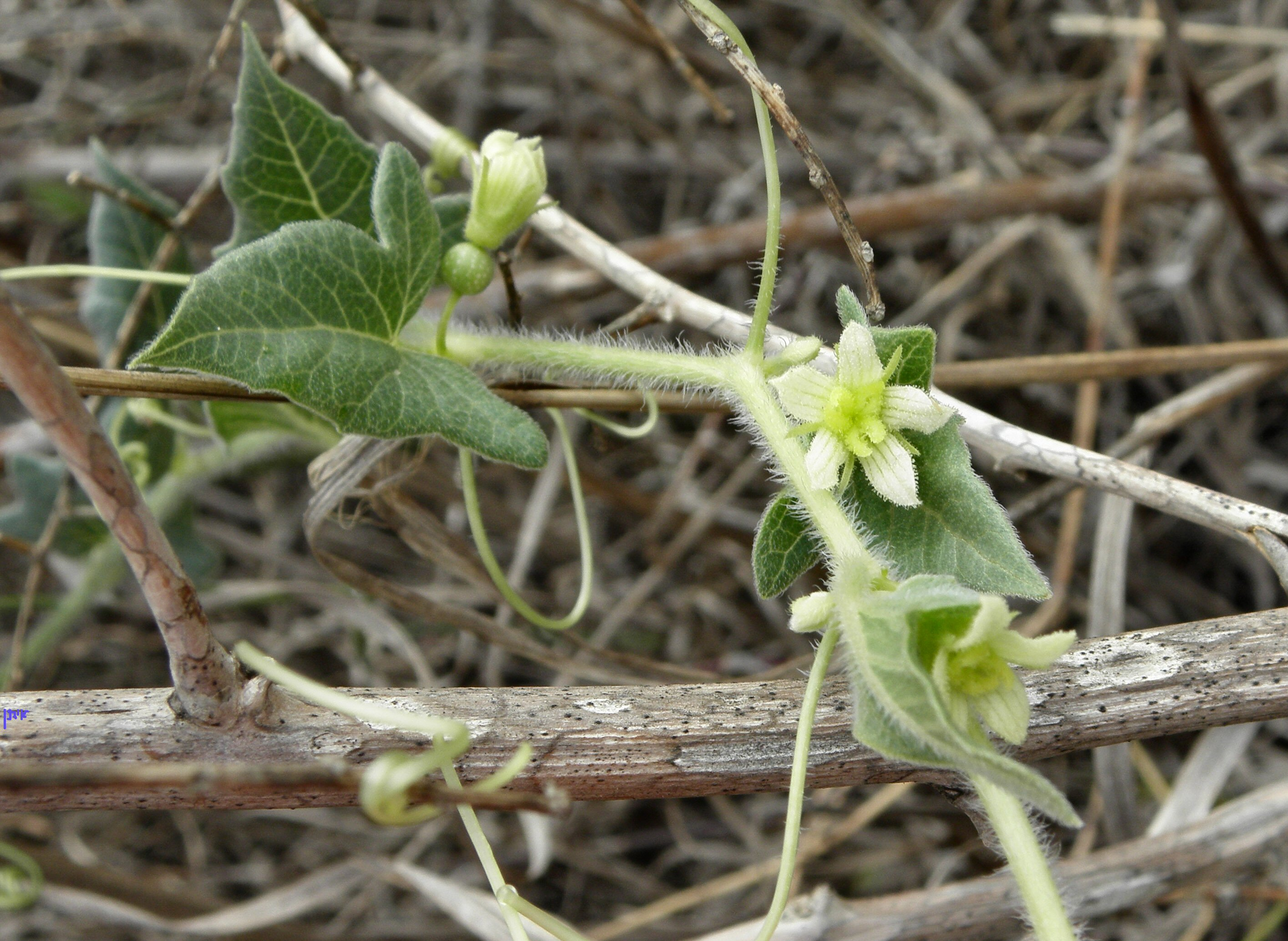